# Гунчак, Тарас Григорьевич
Тарас Григорьевич Гунчак (укр. Тарас Григорович Гунчак; 13 марта 1932, с. Старое Мисто [ныне в Тернопольской области Украины] — 1 июля 2024, Нью-Джерси) — украинский учёный-историк, общественный деятель, член Организации украинских националистов. Почётный доктор и профессор Киевского политехнического института (1991). Заслуженный деятель науки и техники Украины (1993). Почётный академик Академии наук высшей школы Украины (1997). Почётный доктор Национального университета «Киево-Могилянская академия» (2013).

## Биография
После окончания второй мировой войны — оказался на Западе. Окончил Фордхемский университет в Нью-Йорке, (США). В 1960 году защитил докторскую диссертацию в Венском университете. С 1965 года работал в университете Ратгерс (Rutgers University) в Ньюарке штата Нью-Джерси.
Профессор истории и политических наук. Член университетского сената (1976—1984). С 2004 года — на пенсии.
В 1984—1996 годах — главный редактор журнала «Современность» (укр. «Сучасність») . С 2004 года — ежеквартальника «The Ukrainian Quarterly». Член редколлегий многих журналов.
В 1989 году основал в США фонды содействия демократизации на Украине и помощи детям Чернобыля.
Умер 1 июля 2024 года в США в возрасте 92 лет.

## Научная деятельность
Сфера научных интересов Т. Г. Гунчака — политическая история Украины, России, Польши XIX—XX веков.
Автор многочисленных трудов, посвященных истории борьбы за украинскую государственность, национально-освободительной борьбы, развитию украинской политической мысли, репрессиями и голоду на Украине. Работы Гунчака имели значительный резонанс в академической среде на Западе. Организатор многочисленных научных конференций, посвященных украинской тематике.

## Избранная библиография
Автор ряда публицистических работ, книг:
- «У мундирах ворога»
- «Російський імперіалізм від Івана Великого до Революції» (1974)
- «Україна і Польща в документах. 1918—1922» (1983)
- «Симон Петлюра та євреї.» «Українсько-єврейські дослідження» (1985)
- «Україна перша половина XX століття: Нариси політичної історії» (1993)
- «Мої спогади-стежки життя» (2005) и др.

## Награды и премии
- Заслуженный деятель науки и техники Украины (1993)
- премия имени Пилипа Орлика за содействие развитию украинской демократии (1996)
- Отличия Верховной Рады Украины (2004)

## Некоторые данные
Брат Тараса Гунчака Мирон, сестра София и её муж Михаил Андрюк (настоящая фамилия Лебедь) были участниками УПА. Племянник Тараса Гунчака Марк Паславский — майор армии США в отставке, переехал на Украину в начале 1990-х, позже являлся одним из бойцов батальона Донбасс, был убит под Иловайском 19 августа 2014 года.